# فیرک
فیرک (به آلمانی: Viereck) یک شهر در آلمان است که در فرپومرن-گرایفسوالد واقع شده‌است. فیرک ۱٬۰۴۹ نفر جمعیت دارد.